# L'ultimo guerriero (film 2001)
L'ultimo guerriero (Just Visiting, in Francia conosciuto come Les Visiteurs en Amérique; in Italia diffuso anche con il titolo I visitatori - Alla conquista dell'America) è un film del 2001 diretto da Jean-Marie Poiré (come Jean-Marie Gaubert), con protagonista Jean Reno: è il remake statunitense del film francese del 1993 I visitatori.

## Trama
(motto della famiglia Malfete)
XXI secolo: al museo delle belle arti di Chicago è in corso l'inaugurazione della mostra medievale dove Julia Malfete direttrice della sezione medievale, ha appena donato una stanza del castello Malfete, ereditata da un suo lontano cugino francese, recentemente scomparso in mare durante una regata per l'Admirals Cup.
XII secolo: il conte Thibault di Malfete con il suo fido scudiero André le Paté si sta recando alla corte del re d'Inghilterra per impalmare la principessa Rosaline, sua promessa sposa. Nel frattempo l'infido conte di Warwick, che mira a sbarazzarsi di Thibault per sposare la principessa, ordisce un complotto; con l'aiuto di una strega, durante il banchetto di fidanzamento fa versare nella coppa della principessa una pozione magica con l'intento di stregarla ed indurla ad uccidere il suo promesso sposo. Per una tragica fatalità la coppa con la pozione viene scambiata ed invece bevuta da Thibault che in preda a un raptus uccide Rosaline, credendola un mostro.
Nell'istante in cui affonda la spada nel petto di quest'ultima il sortilegio si spezza e il conte si rende conto di aver ucciso la sua amata. Subito viene arrestato e condannato a morte. Il suo destino sembra ormai segnato, ma il suo scudiero in compagnia di un misterioso mago inglese riescono, travestiti da monaci, a raggiungere Thibault nella sua prigione; qui il mago prepara una pozione in grado di riportare Thibault e André indietro nel tempo, in modo da evitare la morte di Rosaline. Tuttavia, a causa di un errore durante la preparazione della pozione da parte del mago, i due si ritrovano catapultati nel 2000 e precisamente nel museo delle belle arti di Chicago, dove è in allestimento una mostra di storia medievale.
Thibault e André si risvegliano nella stanza, all'interno del museo, e frastornati dal viaggio nel tempo non si rendono conto immediatamente di essere giunti nel futuro; credendo di trovarsi all'inferno si cacciano presto nei pasticci e scambiati per ladri vengono arrestati. Julia, avvisata della faccenda dal direttore del museo, chiede di vederli e, data l'impressionante somiglianza, viene scambiata da Thibault per la sua amata Rosaline. Julia crede che Thibault sia quel suo cugino scomparso in mare, ora in preda ad un'amnesia, e convince la polizia a rilasciarli offrendosi di ospitarli. Thibault non tarda molto a capire che il mago li ha spediti per errore nel futuro.
Giunti a casa di Julia, i due fanno la conoscenza di Hunter, il cinico e avido fidanzato di Julia, interessato solo all'eredità di Julia, il quale li porta tutti a cena al “Latour”, un ristorante di gran classe dove Thibault e André danno sfoggio della loro un'etichetta tipicamente medievale. Thibault, risoluto a tornare a casa, il giorno successivo si reca in città con Julia alla ricerca di un mago, mentre il servitore André incontra Angelique che lo affascina con i suoi modi e se ne innamora presto decidendo di rimanere nel futuro con lei.
La ricerca di Thibault ha infine buon esito: finalmente rintraccia il mago appena giunto dal passato; a questo punto Julia si rende conto che la storia di Thibault è vera e che non si tratta del suo scomparso cugino francese.
Frattanto Hunter, intenzionato a mettere le mani sulla ricca eredità di Julia, ingaggia un investigatore privato per scoprire la vera identità di Thibault, che si rivela non essere il cugino francese disperso in mare, così chiama la polizia per farlo arrestare. Il mattino successivo, il mago si presenta a casa di Julia per cominciare i preparativi per il loro ritorno a casa, ma André è determinato a rimanere nel XXI secolo, dove per lui si prospetta la possibilità di una vita felice accanto ad Angelique. Quindi affronta Thibault e quest'ultimo a malincuore cede alla fine alla richiesta di André.
Julia scopre grazie ad André che Hunter ha una relazione segreta con Amber, la sua segretaria, e che peraltro è interessato solo ai soldi. Con un coraggio degno di una Malfete gli impartisce una sonora lezione.
I tempi stringono e la polizia sta arrivando; il mago ha terminato a casa di Julia la pozione per il ritorno nel XII secolo, ma la magia deve essere ultimata proprio nel luogo del loro arrivo: il museo di Chicago. Inizia così una fuga rocambolesca prima in taxi e poi a cavallo.
Finalmente Thibault e il mago raggiungono il museo, e in men che non si dica ritornano nel loro tempo, proprio durante il banchetto al castello inglese in tempo per impedire il tragico evento. Una volta lì, Thibault, sapendo chi c'era dietro il complotto, offre il calice avvelenato al conte di Warwick, in segno di pace, ma quest'ultimo terrorizzato dall'idea di berlo si lancia da una finestra.
Nel frattempo a Chicago Hunter per errore beve la pozione e finisce malauguratamente nel XII secolo, mentre André e Angelique, da poco sposati, sono in viaggio a  Las Vegas. Julia, invece, in visita al castello dei suoi avi di Malfete in Francia fa la conoscenza di un distinto giovanotto francese.

## Distribuzione

### Home video
Nell'edizione DVD, i titoli di coda si aprono con Hunter che, a causa della pozione ingerita, viene catapultato in un borgo medievale del XII secolo. La scena si interrompe inaspettatamente quando Matt Ross, che interpreta Hunter stesso, comincia a litigare animatamente con il regista (Jean-Marie Poiré) e la troupe proprio nel bel mezzo delle riprese a causa del finale del film e sul ruolo del suo personaggio. Di lì a poco l'attore abbandona il set inseguito da diverse comparse con ancora indosso gli abiti di scena e dall'aiuto regista che gli intimano di tornare indietro.